# 普里莫爾斯基

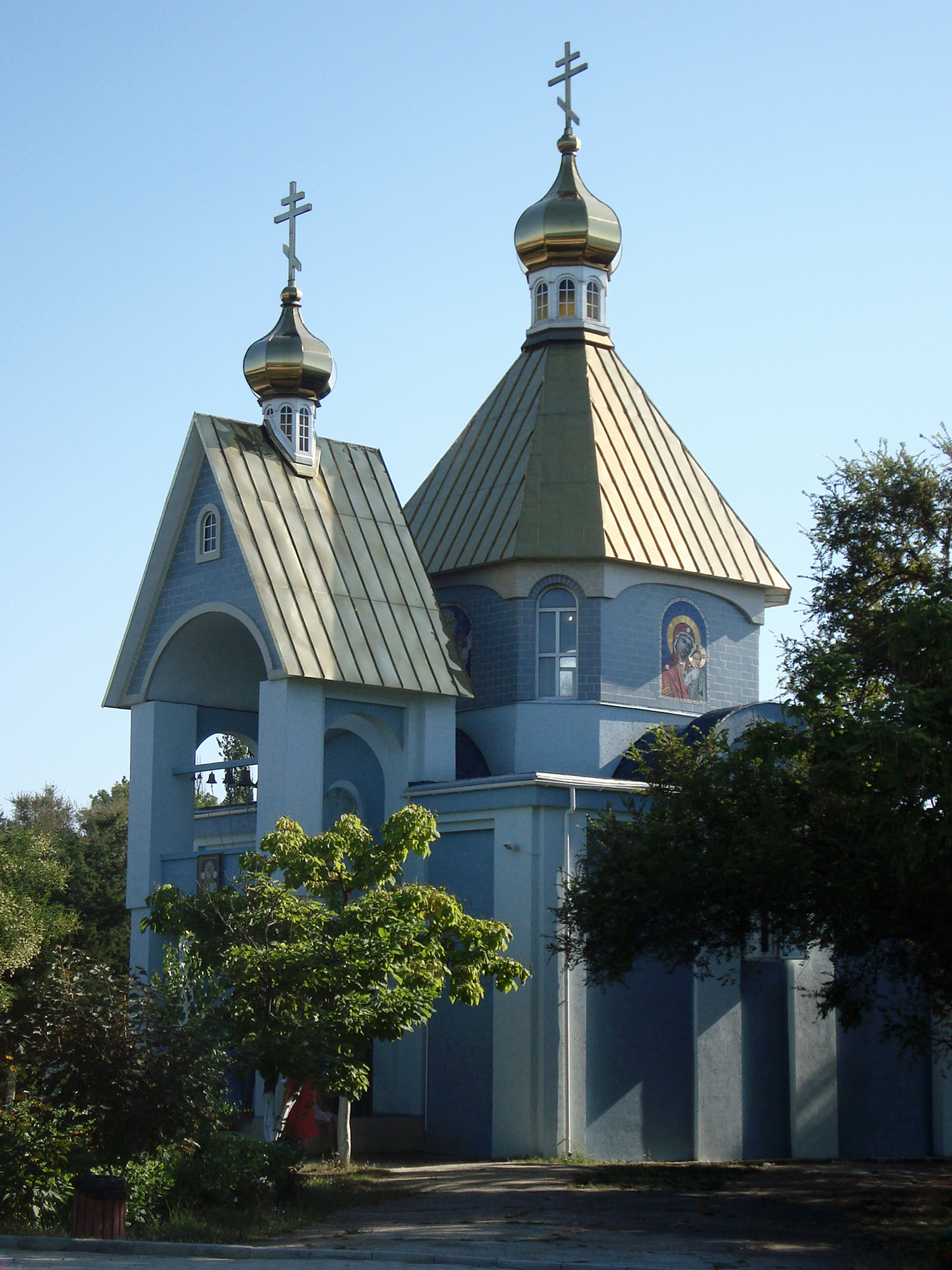
教堂

普里莫爾斯基（羅馬化：Prymors'kyy），法理上是乌克兰克里米亚自治共和国费奥多西亚区的市级镇，但事实上是俄罗斯克里米亞共和國费奥多西亚市议会下辖的市级镇。距離辛菲羅波爾124公里，始建於1938年，面積10.18平方公里，海拔高度6米，2011年人口14,860，人口密度每平方公里1,460人。